# Sepel
Sepel ist ein Ortsteil von Nehmten, im Amt Großer Plöner See, Kreis Plön, Schleswig-Holstein.

## Allgemeines
Das kleine Dorf liegt nordwestlich vom Gut Nehmten direkt am Plöner See.